# Garry Goodrow
Garry George Goodrow (* 4. November 1933 in Malone, New York; † 22. Juli 2014) war ein US-amerikanischer Schauspieler.

## Leben
Garry Goodrow begann seine Karriere am Theater. 1959 trat er als Mitglied des Living Theatre im Stück The Connection als Ernie auf. 1962 übernahm er in der Verfilmung des Stücks die gleiche Rolle. Bis 1963 blieb er Mitglied des Living Theatre und trat dort in wechselnden Stücken auf. 1963 war er Gründungsmitglied der Improvisation-Comedy-Gruppe The Committee.
Ab Mitte der 1960er Jahre wandte er sich verstärkt der Film- und Fernsehproduktion zu. 1973 trat er in der Bühnenshow National Lampoon’s Lemmings auf. 1987 übernahm er im Tanzfilm Dirty Dancing die Rolle des Moe Pressman. 1992 verfasste er das Drehbuch zum Film Liebling, jetzt haben wir ein Riesenbaby.
Goodrow starb am 22. Juli 2014. Er hinterließ einen Sohn und eine Tochter.

## Filmografie

### Schauspieler
- 1961: The Connection
- 1963: The Moving Finger
- 1969: Bob & Carol & Ted & Alice
- 1971: Summertree
- 1972: Glen and Randa
- 1972: Der König von Marvin Gardens (The King of Marvin Gardens)
- 1972: Gold
- 1973: Ganoven auf Abwegen (Steelyard Blues)
- 1973: Jackpot
- 1974: Road Movie
- 1975: Linda Lovelace bläst zum Wahlkampf (Linda Lovelace for President)
- 1975: Foreplay
- 1976: Mr. Universum (Stay Hungry)
- 1978: American Hot Wax
- 1978: Eine ganz krumme Tour (Foul Play)
- 1978: Die Körperfresser kommen (Invasion of the Body Snatchers)
- 1979: Flucht von Alcatraz (Escape from Alcatraz)
- 1980: Cardiac Arrest
- 1980: Ein wahrer Held (Hero at Large)
- 1980: The Hollywood Knights
- 1982: Eating Raoul
- 1983: Atemlos (Breathless)
- 1983: Off the Wall
- 1984: Hard to Hold
- 1984: The Prey
- 1985: The Lost Empire
- 1985: Der Volltreffer (The Sure Thing)
- 1985: Zwei dufte Kumpel (My Man Adam)
- 1985: Einmal beißen bitte (Once Bitten)
- 1986: Das Pechvogel-Quartett (The Longshot)
- 1987: Dirty Dancing
- 1987: Amazonen auf dem Mond oder Warum die Amis den Kanal voll haben (Amazon Women on the Moon)
- 1990: Mord mit System (A Shock to the System)
- 1990: Cyberspace
- 1990: Ein verrückt genialer Coup (Quick Change)
- 1996: Sudden Manhattan
- 2000: Helicopter (Kurzfilm)
- 2008: Adventures of Power

### Drehbuch
- 1992: Liebling, jetzt haben wir ein Riesenbaby (Honey, I Blew Up the Kid)